# 루돌프스 가이타르스
루돌프스 가이타르스(라트비아어: Rūdolfs Gaitars, 1907년 ~ 1945년)는 라트비아의 군인이다.
젬갈레 지방에 위치한 펭쿨레 교구(Penkule) 출신이며 펭쿨레 초등학교에서 교장으로 근무했다. 제2차 세계 대전 이전에는 라트비아 육군 준사관으로 복무했지만 1941년 6월 14일에 라트비아를 점령하고 있던 소련 당국에 의해 인근 삼림 지대로 추방당했고 그의 가족들은 시베리아로 추방당했다.
1941년 6월에 바르바로사 작전이 시작된 것을 계기로 군사 조직을 결성했으며 1942년 5월에는 제19라트비아 경찰 대대에 합류했다. 1943년 4월에는 무장친위대 제12보병여단에 합류했고 1943년 8월에는 2급 철십자장을 받으면서 하급돌격지도자 계급을 받았다. 1943년 10월에는 1급 철십자장을 받았다.
1944년 여름부터 가을까지 독일 군대가 러시아에서 라트비아로 철수하는 과정에서 전투에 참전했으며 1945년 1월까지 전선에 남아 있었다. 1945년 3월 22일 투쿰스 인근 잔테 교구(Zante)에 위치한 야전병원에서 극심한 부상으로 인해 사망했다.